# Домашен арест (филм)
„Домашен арест“ на английски: House Arrest) е американска комедия от 1996 година на режисьора Хари Уинър, с участието на Джейми Лий Къртис, Кевин Полак, Дженифър Тили, Кристофър Макдоналд, Уолъс Шоун, Рей Уолстън и Дженифър Лав Хюит. Филмът излиза на екран от 14 август 1996 г. и печели $7 милиона от боксофиса.

## Български дублажи
| Озвучаващи артисти  | Венета Зюмбюлева Нели Топалова Силви Стоицов Стефан Стефанов Борис Чернев |
| Преводач            | Орлин Василев                                                             |
| Тонрежисьор         | Борис Георгиев                                                            |
| Режисьор на дублажа | Добромир Чочов                                                            |

| Озвучаващи артисти  | Даниела Йорданова Ани Василева Христина Ибришимова Николай Николов Димитър Иванчев Георги Георгиев-Гого |
| Преводач            | Йорданка Василева                                                                                       |
| Тонрежисьор         | Иво Игнатов                                                                                             |
| Режисьор на дублажа | Димитър Кръстев                                                                                         |